# Weißenkirchen in der Wachau
Weißenkirchen in der Wachau este o localitate din Austria Inferioară.